# Parafia św. Mikołaja i św. Konstancji w Gniewkowie
Parafia Świętego Mikołaja i Świętej Konstancji w Gniewkowie jest jedną z 11 parafii leżącej w granicach dekanatu gniewkowskiego. Parafia została erygowana w XIV wieku. Kościół parafialny został zbudowany w stylu gotyckim w XIV wieku i mieści się przy ulicy Kościelnej.